# Shyam Benegal
Shyam Benegal (Secunderabad, 14 dicembre 1934 – Mumbai, 23 dicembre 2024) è stato un regista e sceneggiatore indiano.

## Biografia
Si laureò in economia e diresse numerosi film a Bollywood, tra cui molti documentari.
Ricevette svariati premi e nomination in patria, tra cui i National Film Awards e i Filmfare Awards. Scrisse inoltre la sceneggiatura di molte sue pellicole.
Benegal morì a Mumbai il 23 dicembre 2024 a causa di una malattia renale cronica all'età di 90 anni.

## Filmografia
- 1973 Ankur
- 1975 Nishant
- 1976 Manthan
- 1977 Bhumika
- 1978 Kondura
- 1979 Junoon
- 1980 Kalyug
- 1982 Arohan
- 1983 Mandi
- 1984 Satyajit Ray (Documentario sul famoso regista)
- 1985 Trikaal
- 1986 Yatra (Serie TV)
- 1988 Bharat ek khoj (Serie TV)
- 1991 Antarnaad
- 1993 Suraj ka satvan ghoda
- 1994 Mammo
- 1996 Sardari Begum
- 1999 Samar
- 2000 Hari-Bhari
- 2001 Zubeidaa
- 2005 Netaji Subhash Chandra Bose